# 금곡해수욕장

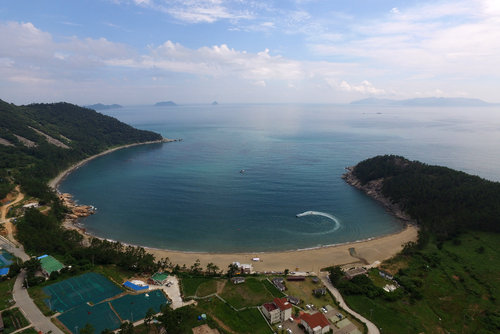
금곡해수욕장

금곡해수욕장은 전라남도 완도군 생일면 생일로 1228에 위치한 해수욕장이다. 폭 100m, 길이 1.2Km의 원호 모양의 해수욕장으로 고운 금빛모래가 일품이다.

## 현황
금곡해수욕장은 최근까지 전혀 알려지지 않았던 처녀욕장으로 금빛 백사장을 거닐면 마치 스펀지 위를 걷는 느낌이 들 정도로 고운 모래 해변이 펼쳐져 있다. 해수욕장 주변에는 해송과 동백숲이 어우러져 대도시에 보다 50배 많은 산소음이온 덕분에 힐링하기 좋은 곳으로 손꼽힌다.

## 같이 보기
- 대한민국의 해수욕장 목록 (가나다 순)
- 대한민국의 해수욕장 목록 (행정구역별)